# Dwór w Żytnie
Dwór Siemieńskich w Żytnie – zabytkowy dwór w Żytnie w powiecie radomszczańskim.
Wpisany do rejestru zabytków woj. łódzkiego pod nr 751 z datą z 27 grudnia 1967 roku.

## Historia
Klasycystyczny dwór wybudował Jan Nepomucen Antoni Siemieński herbu Leszczyc, w latach 1819–1845. Prace przerwano podczas powstania listopadowego, w którym uczestniczył fundator. Pod koniec XIX wieku został rozbudowany o neorenesansowe, piętrowe skrzydło. Dwór posiadał duży salon z ogromną biblioteką, w którym odbywały się patriotyczne spotkania w okresie przygotowań do powstania styczniowego. W dworze tym zaręczył się Henryk Sienkiewicz z krewną Siemieńskich, panną Marią Gryf-Kellerówną (lecz do małżeństwa tego nie doszło). W latach 1870–1881 we dworze mieszkała Służebnica Boża Wanda Malczewska. Ostatnim właścicielem Żytna był Jacek Siemieński (1887–1977), poseł na Sejm RP, prezes Związku Ziemian, a w czasie okupacji prezes „Uprawy”, organizacji wspierającej AK. W dworze udzielił schronienia członkom brytyjskiej misji Freston.
Po 1945 roku w budynku dworskim mieściła się szkoła podstawowa. Część dworskiego parku wycięto pod boisko. W końcu lat 80. XX w. szkoła opuściła dwór, gdyż zbutwiałe drewniane stropy groziły zawaleniem. Od 1994 roku dwór stał pusty i popadł w ruinę. W 2016 roku prywatny właściciel rozpoczął modernizację, która zakończyła się w 2020 roku. We wnętrzach utworzono butikowe pokoje, kawiarnię oraz przestrzeń bankietowo-konferencyjną.

## Architektura
Jest to budynek parterowy z mieszkalnym poddaszem, wzniesiony na planie prostokąta z piętrową przybudówką od północy. Dwór posiada dwutraktowy układ wnętrza z sienią i salonem umieszczonym na osi. Budynek nakryty jest dachem czterospadowym. Fasadę zdobi piętrowy, czterokolumnowy dorycki portyk z balkonem dobudowanym w późniejszym okresie. Otacza go rozległy park krajobrazowy.

## Galeria

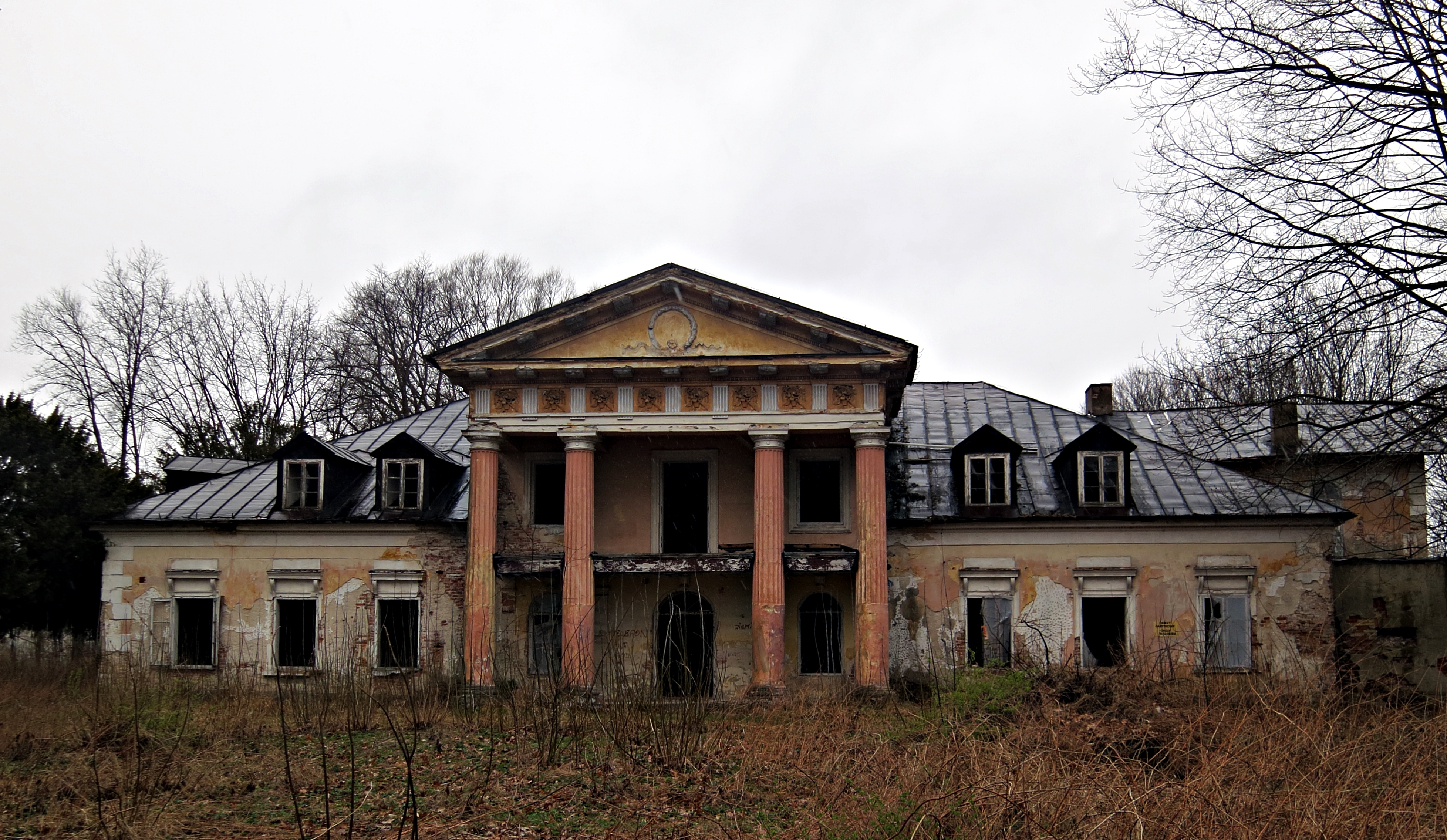
Dwór przed renowacją (2015)
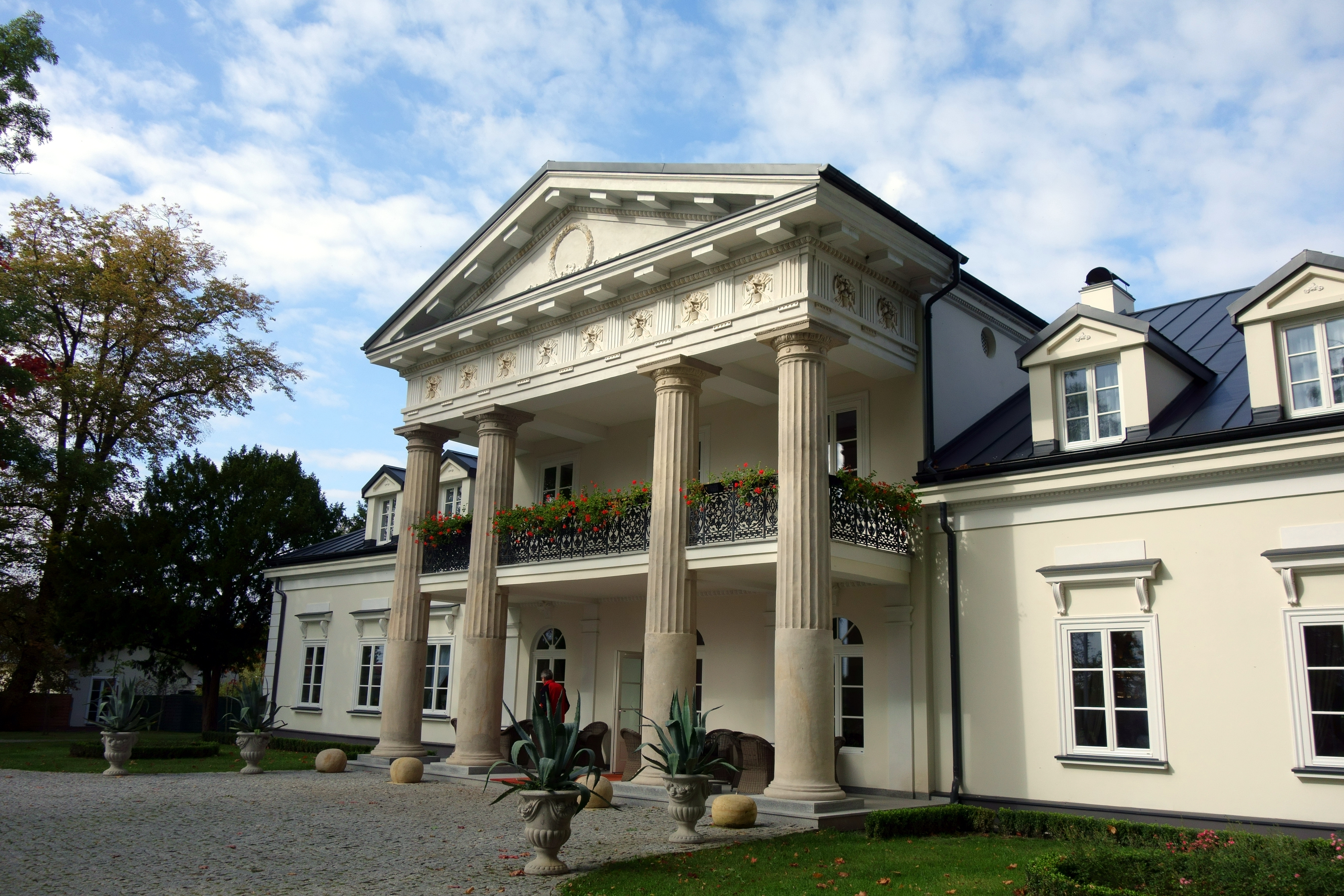
Dorycki portyk
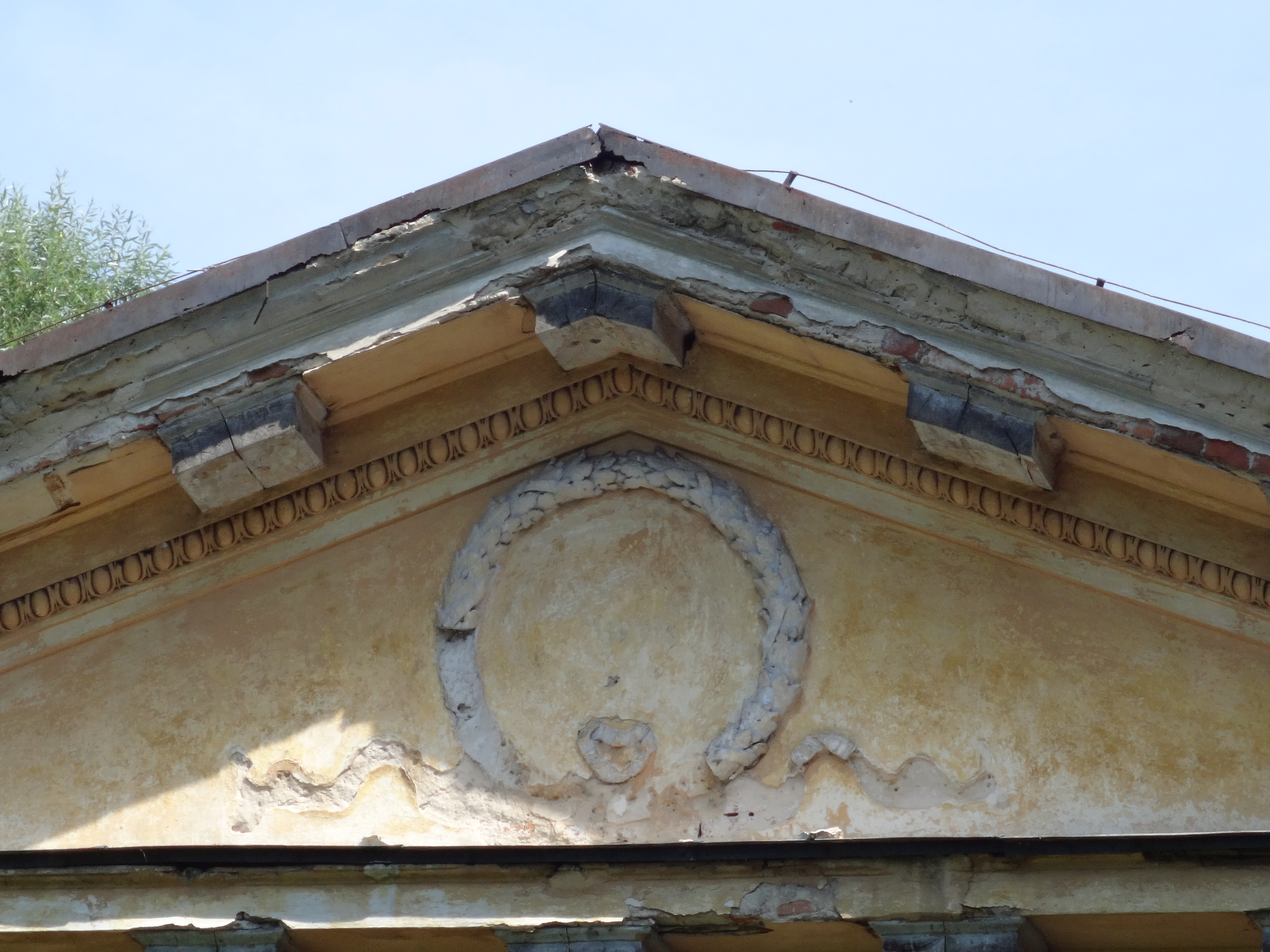
Szczyt
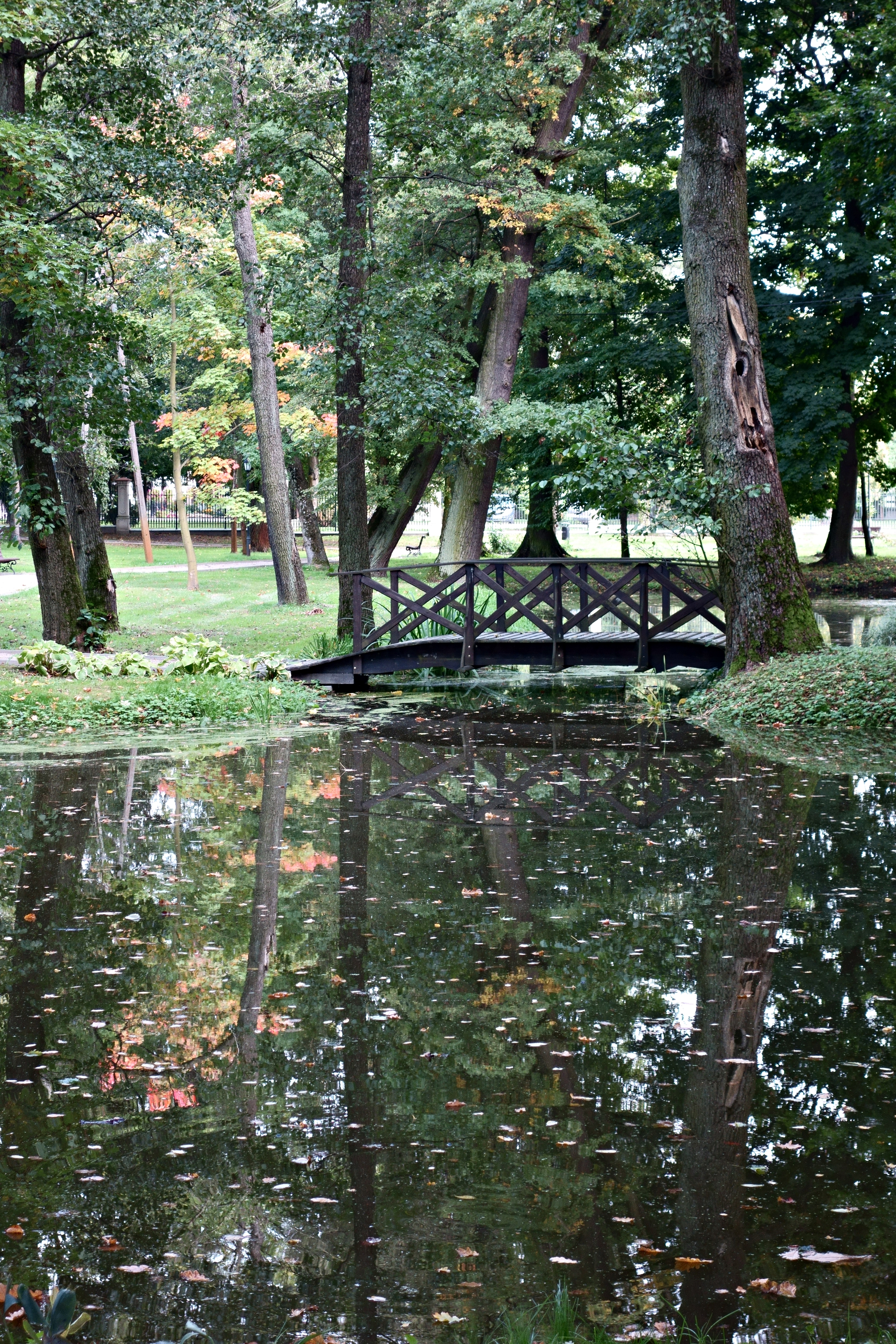
Park pałacowy